# Vioolsonate nr. 2 (Gade)
De Vioolsonate nr. 2 van Niels Gade verscheen in drukvorm in 1850.
Dit werk, dat opusnummer 21a meekreeg, kwam mede tot stand door de hulp van maestro Joseph Joachim. Niet alleen droeg Joachim bij aan het componeren van dit werk; hij gaf ook de première van dit werk. De toenmalige begeleider van de violist was ook al een grootheid in de klassieke muziek, componist en pianist Robert Schumann. Met dergelijke steun en uitvoeringen kon het werk niet meer stuk en deze tweede vioolsonate zou de populairste van de drie (van Gade) worden.
Het werk is serieuzer van klank dan Gades Vioolsonate nr. 1. Dat heeft te maken met zijn plotseling vertrek uit Duitsland als gevolg van de Eerste Duits-Deense Oorlog. Dat laatste is waarschijnlijk ook de reden van het gedeelte opusnummer met Tre digte av Carsten Hauch, dat rond diezelfde tijd verscheen. Het ene in Leipzig, het andere in Kopenhagen. Overigens droeg het originele manuscript opus 19, het werd “ingehaald” door Akvareller en Symfonie nr. 4. Gade schreef het werk in de voorzomer van 1849 en kondigde dit ook bij zijn muziekuitgeverij Breitkopf & Härtel aan. Vervolgens werd het stil en in december vroeg de uitgeverij waar die nieuwe sonate dan wel bleef. Gade corrigeerde nog wat en zond het zomer 1850 naar Leipzig, alwaar het in drukvorm verscheen eind 1850.
Gade handhaafde hier de driedelige opzet:
1. Adagio – Allegro di molto
2. Larghetto – Allegro vivace
3. Adagio – Allegro molto vivace

## Discografie
- Uitgave Gramola : Thomas Albertus Irnberger (viool) & Edoardo Torbianelli (piano)
- Uitgave Naxos: Hasse Borup (viool) & Heather Conner (piano)
- Uitgave Dacapo: Christina Åstrand (viool) & Per Salo (piano)
- Uitgave Centaur: Katie Wolfe (viool), Adrienne Kim (piano)
- Uitgave CPO: Dora Bratchkova (viool), Andreas Meyer-Hermann ( piano)